# Imaginarni broj
| {\displaystyle \ldots } (ponavlja uzorak iz plavog područja) |
| i –3 = i                                                     |
| i –2 = –1                                                    |
| i –1 = –i                                                    |
| i 0 = 1                                                      |
| i 1 = i                                                      |
| i 2 = –1                                                     |
| i 3 = –i                                                     |
| i 4 = 1                                                      |
| i 5 = i                                                      |
| i 6 = –1                                                     |
| i n = i n mod 4 (pogledaj modulus)                           |

U matematici, imaginarni broj je kompleksni broj čiji je kvadrat negativni realni broj.  Imaginarni brojevi imaju oblik bi, gdje je b realni broj koji nije jednak nuli, a i je imaginarna jedinica za koju vrijedi:
{\displaystyle i^{2}=-1\,}.
Imaginarni broj bi se može zbrojiti s realnim brojem "a", stvarajući kompleksni broj oblika a + bi, kod kojeg je a "realni dio", a b "imaginarni dio". Imaginarni brojevi se dakle mogu smatrati kompleksnim brojevima kod kojih je "realni dio" nula i obrnuto. Sam naziv "imaginarni broj" izmišljen je u 17. stoljeću kao pogrdni naziv, jer su neki smatrali da su ti brojevi nestvarni i neprimjenjivi, no danas se koriste u mnogim znanstvenim, inženjerskim i ostalim područjima.

## Povijest
Iako je grčki matematičar i inženjer Heron iz Aleksandrije naveden kao prvi koji je primijetio imaginarne brojeve, Rafael Bombelli je 1572. definirao pravila za množenje ovih brojeva. U to su vrijeme pojedinci smatrali da su imaginarni brojevi nestvarni i nevažni, kao što su nekada smatrali i nula i negativni brojevi. Mnogi drugi matematičari su bili spori u tome da prihvate upotrebu imaginarnih brojeva, kao što je bio René Descartes koji je pogrdno pisao o njima u svom radu La Géométrie.
Descartes je bio prvi koji je upotrebio pojam "imaginarni broj" 1637. godine. Međutim, čistu ideju o imaginarnim brojevima je mnogo prije izmislio Girolamo Cardano u 16. stoljeću. Ta ideja nije bila široko prihvaćena sve do rada Leonharda Eulera (1707. – 1783.) i Carla Friedrich Gaussa (1777. – 1855.). Prvi koji je shvatio značenje imaginarnih brojeva u geometriji bio je Caspar Wessel (1745. – 1818.).
1843., matematički fizičar William Rowan Hamilton je proširio ideju o osi imaginarnih brojeva u trodimenzionalnom prostoru imaginarnih kvaterniona.
Razvojem kvocijenata polinomijalnih prstenova koncept imaginarnoga broja je postao značajniji, dok su se našli i drugi imaginarni brojevi kao j od tesarina čiji je kvadrat +1. Ova ideja je se prvi puta pojavila u člancima James Cocklea 1848-e.

## Geometrijska interpretacija
Geometrijski gledano, imaginarni brojevi nalaze se na vertikalnoj osi u kompleksnoj ravnini, što omogućava da budu prezentirani pravokutno na realnu os. Jedan način na koji se mogu shvatiti imaginarni brojevi je da se uzme u obzir standardna brojevna crta, povećavajući se pozitivno prema desnoj strani, i smanjujući negativno prema lijevoj. Kod broja 0 na {\displaystyle x}-osi, može se nacrtati {\displaystyle y}-os s pozitivnim pravcem prema gore. Pozitivni imaginarni brojevi se povećavaju prema gore, dok se negativni smanjuju prema dolje. Ova vertikalna os se često naziva imaginarna os i označava se kao "{\displaystyle i\mathbb {R} }", "{\displaystyle \mathbb {I} }" ili jednostavno kao "{\displaystyle Im}".
U ovoj reprezentaciji množenje s -1 je jednako rotaciji od 180 stupnjeva u odnosu na ishodište koordinatnog sustava. Množenje s {\displaystyle i} jednako je rotaciji od 90 stupnjeva u pozitivnom pravcu (u pravac kazaljke na satu|suprotnom pravcu kazaljke na satu). Jednadžba {\displaystyle i^{2}=-1} se interpretira kao dvije rotacije od 90 stupnjeva u odnosu na koordinatni početak, što je isti rezultat kao jedna rotacija od 180 stupnjeva. Treba zapaziti da rotacija od 90 stupnjeva u negativnom pravcu (pravcu kazaklje na satu) isto zadovoljava ovu interpretaciju. Ovo potvrđuje činjenicu da {\displaystyle -i} isto rješava jednadžbu {\displaystyle x^{2}=-1}.

## Primjena imaginarnih brojeva
Imaginarni brojevi koriste se u procesiranju signala, teoriji kontrole, elektromagnetizmu, mehanici fluida, dinamici fluida, kvantnoj mehanici, kartografiji i analizi vibracija. Princip imaginarnog broja opaža se i u izmjeničnoj struji.

## Potenciranje imaginarnog brojai{\displaystyle i}
Potenciranje imaginarnog broja {\displaystyle i} kružno se ponavlja. To se može vidjeti u sljedećem primjeru gdje {\displaystyle n} predstavlja bilo koji broj:
{\displaystyle i^{4n}=1\,}
{\displaystyle i^{4n+1}=i\,}
{\displaystyle i^{4n+2}=-1\,}
{\displaystyle i^{4n+3}=-i.\,}
Dolazimo do zaključka da je {\displaystyle i^{n}=i^{n{\bmod {4}}}\,}.